# Брес, Мадлен
Мадле́н Брес (фр. Madeleine Brès, урождённая Жебле́н (Gebelin); 25 ноября 1842 г., Буйарг — 30 ноября 1921 г., Монруж) — французский врач; первая француженка, получившая диплом доктора медицинских наук.

## Биография
Родилась в семье Жеблена, мастера-тележника. Под влиянием отца, приглашённого на работу в больницу города Нима, в возрасте восьми лет девочка ощутила призвание к медицине. Одна монахиня, занимавшаяся врачеванием, относилась к Мадлен с симпатией и давала ей несложные поручения, наподобие приготовления травяных настоев и примочек.
По обыкновению того времени Мадлен выдали замуж совсем юной, в пятнадцать лет; она получила фамилию Брес.
В 1866 году мадам Брес обратилась к декану медицинского факультета Парижского университета Шарлю Адольфу Вюрцу с просьбой разрешить ей обучение на факультете. Он согласился с условием, что она получит степень бакалавра, что ей удаётся три года спустя. Для получения диплома требовалось согласие мужа, поскольку замужние женщины по законам Франции того времени были ограничены в правах.
Её поступление на медицинский факультет было исключительным событием, для его осуществления ей потребовалась поддержка императрицы Евгении и министра народного просвещения Виктора Дюрюи.
Во время Франко-прусской войны (1870—1871), будучи вдовой и матерью троих детей, Мадлен Брес работала в больнице Сальпетриер в качестве интерна. 3 июня 1875 года, в возрасте 33 лет, она получила диплом доктора медицинских наук с оценкой «отлично», защитив диссертацию по грудному вскармливанию под руководством Ш. А. Вюрца. Диссертация подтвердила её стремление специализироваться в области взаимоотношений матери и ребёнка, а также гигиены детей младшего возраста. Мадлен Брес не была первой женщиной с медицинским дипломом во Франции, её на пять лет опередила англичанка Элизабет Гаррет Андерсон (1870), однако она стала первой дипломированной француженкой-медиком.
В продолжение своей карьеры Мадлен Брес состояла в должности профессора гигиены и преподавала специально для директрис детских садов Парижа. Она руководила журналом «Гигиена женщины и ребёнка» и автор нескольких книг по уходу за детьми. По поручению министра внутренних дел она ездила в Швейцарию для изучения организации и функционирования яслей. 28 мая 1893 года первые парижские ясли были открыты Теофилем Русселем на улице Нолле́ в квартале Батиньоль.
Скончалась Мадлен Брес в бедности в возрасте 79 лет.

## Работы и публикации
- De la mamelle et de l’allaitement. imp. E. Martinet, 1875. Texte intégral
- L’Allaitement artificiel et le biberon, G. Masson (Paris), in-8°, 77 p. et pl., 1877. Труды этого автора можно найти в интернет-библиотеке Gallica. Следует произвести поиск (фр. Recherche) по фамилии.

## Память
Имя Мадлен Брес носят несколько школ и яслей в Монпелье, географические объекты в Перпиньяне и Плезире, павильон госпитального центра в г. Аржантёй (департамент Валь-д'Уаз), открытый в 2013 г.